# Право опеки
Право опеки (англ. Right of Wardship) — в феодальном праве Западной Европы, одна из разновидностей имущественных прав сюзерена на земельные владения его вассала. 
Право опеки имело дополнительный характер по отношению к основным правам феодала, происходящим из факта пожалования земель вассалу (таким как право требования оммажа и военной службы). Опека над землями феодала устанавливалась в случае, если после смерти владельца фьефа наследником становился несовершеннолетний или незамужняя женщина. В этом случае сюзерен умершего вассала имел право присвоения доходов с фьефа, при условии выделения необходимой суммы на содержание наследника. Право опеки могло быть предметом купли-продажи и достаточно часто отчуждалось сюзеренами небольших фьефов за фиксированную сумму денег королю или крупным феодалам, имеющим развитую систему феодально-фискальной администрации. Опека прекращалась по достижении наследником возраста совершеннолетия или после заключения брака женщиной-держателем фьефа. С правом опеки было тесно связано право сюзерена на дачу согласия о вступлении в брак его вассала (формарьяж).
Поступления от использования права опеки составляли значительную часть доходов крупных феодалов и, прежде всего, короля по крайней мере до XVII века. Особенно это характерно для Англии и Шотландии, где право опеки развилось в сложную систему имущественных отношений, с успехом эксплуатируемую монархами для пополнения своего бюджета. Злоупотребления королей правом опеки стало, например, одним из поводов массового движения английских баронов против королевской власти в начале XIII века, закончившегося принятием знаменитой Великой хартии вольностей. Требование отказа короля от права опеки выдвигалось и в ходе Английской революции XVII века.
С развитием капиталистических отношений и переходом к постоянному налогообложению финансовое значение права опеки неуклонно снижалось, а в результате буржуазных революций в Европе XVII—XIX веков феодальная опека вместе с другими феодальными правами была отменена.